# Peperomia sansalvadorana
Peperomia sansalvadorana är en pepparväxtart som beskrevs av C. Dc.. Peperomia sansalvadorana ingår i släktet peperomior, och familjen pepparväxter. Inga underarter finns listade i Catalogue of Life.